# Jean-François Fournel
Jean-François Fournel, född 1745 i Paris, död där den 21 juli 1820, var en fransk rättslärd.
Fournel, som var advokat i sin hemstad, författade, utom åtskilliga specialavhandlingar, L'état de la Gaule au V:e siècle, à l'époque de la conquête des Frances (1805), Histoire des avocats au parlement de Paris depuis saint Louis jusqu'au 15 octobre 1790 (1813) och Histoire du barreau de Paris dans le cours de la révolution (1816). 